# BUNNY THE PARTY
BUNNY THE PARTY（バニー・ザ・パーティー）は、日本の3人組音楽グループ。

## 概要
2005年7月、リーダーのTAKUZOとみきにより結成された。
2006年8月、楽曲「White☆SkAnk」が「プレイヤーズ王国」（音楽配信サイト）で1位となった後、路上ライブを毎週行うようになった。
2007年10月、初のミニアルバムをリリースし、全国ツアーを行った。
2008年10月22日、ファーストシングル「ゆめのうた」をリリースし、リリースツアーを行った。
2009年1月21日、2枚目のミニアルバム「MY MAKING STORY」をリリースし、全国ツアーを行った。

## メンバー

### みき
ボーカル。12月12日生まれ。O型。静岡県出身。

### TAKUZO
ギター。本グループのリーダー。11月13日生まれ。O型。福島県出身。

### AKI
ベース。10月8日生まれ。O型。山梨県出身。

## 元メンバー

### ヒロ
ベース。12月4日生まれ。O型。

### クロちゃん
ドラム。5月5日生まれ。A型。茨城県出身。

## ディスコグラフィー

### シングル
|     | リリース       | タイトル   | 規格 | 規格品番  | 備考 |
| --- | -------------- | ---------- | ---- | --------- | ---- |
| 1st | 2008年10月22日 | ゆめのうた |      | XQCM-1402 |      |

### アルバム
|     | リリース      | タイトル        | 規格 | 規格品番  | 備考               |
| --- | ------------- | --------------- | ---- | --------- | ------------------ |
| 2nd | 2009年1月21日 | MY MAKING STORY |      | XQCM-1403 |                    |
| 3rd | 2010年3月3日  | WAGAMAMADAMON   |      |           | ライブ会場限定販売 |
| 4th | 2010年6月9日  | Osadey Land     |      | XQCM-1405 |                    |
| 5th | 2011年8月24日 | Mr.ピーman!!    |      |           |                    |